# Swept Away
Swept Away is een Italiaans-Britse film uit 2002 geregisseerd door Guy Ritchie met in de hoofdrol Madonna. De film is een remake van de Italiaanse film Travolti da un insolito destino nell'azzurro mare d'agosto uit 1974 geschreven en geregisseerd door Lina Wertmüller.

## Plot
Een rijke verwende vrouw en haar mannelijke bediende stranden op een verlaten eiland waar de rollen omgedraaid worden.

## Ontvangst
De film ontving erg slechte recensies en leed een enorm verlies toen het uitkwam in bioscopen. Het was gemaakt met een budget van 10 miljoen dollar maar wist internationaal daarvan maar 1 miljoen binnen te halen.
De film won vijf Razzies onder andere voor slechtste film, slechtste regie, slechtste actrice, slechtste filmkoppel en slechtste remake.

## Rolverdeling
- Madonna - Amber Leighton
- Adriano Giannini - Giuseppe Esposito
- Bruce Greenwood - Tony Leighton
- Jeanne Tripplehorn - Marina
- Elizabeth Banks - Debi
- Michael Beattie - Todd
- David Thornton - Michael